# Gran Premio di superbike di Magny-Cours 2005
Il Gran Premio di superbike di Magny-Cours 2005 è stato la dodicesima e ultima prova del campionato mondiale Superbike 2005, disputato il 9 ottobre sul circuito di Magny-Cours, in gara 1 ha visto la vittoria di Chris Vermeulen davanti a Yukio Kagayama e James Toseland, la gara 2 è stata vinta da Lorenzo Lanzi che ha preceduto Yukio Kagayama e Noriyuki Haga. Il titolo iridato piloti era già stato assegnato matematicamente dalla prova precedente all'australiano Troy Corser.
La vittoria nella gara valevole per il campionato mondiale Supersport 2005 è stata ottenuta da Broc Parkes. Come già per la Superbike, anche in questa categoria la prova era ininfluente per l'assegnazione del titolo iridato piloti, ottenuto matematicamente già da alcune gare dal francese Sébastien Charpentier.
La gara della Superstock 1000 FIM Cup viene vinta da Didier Van Keymeulen e quella del campionato Europeo della classe Superstock 600 da Yoann Tiberio.
Al termine di questo GP vengono assegnati il titolo piloti della Superstock 1000 FIM Cup, che viene vinto dal belga Van Keymeulen, ed il titolo europeo della Superstock 600 che va al pilota italiano Claudio Corti.

## Risultati

### Gara 1

#### Arrivati al traguardo[6]
| Pos. | Nº  | Pilota            | Squadra                     | Motocicletta       | Giri | Tempo     | Griglia | Punti |
| ---- | --- | ----------------- | --------------------------- | ------------------ | ---- | --------- | ------- | ----- |
| 1º   | 77  | Chris Vermeulen   | Winston Ten Kate Honda      | Honda CBR 1000RR   | 23   | 39:03.405 | 1º      | 25    |
| 2º   | 71  | Yukio Kagayama    | Alstare Suzuki Corona Extra | Suzuki GSXR1000 K5 | 23   | +0:08.200 | 7º      | 20    |
| 3º   | 1   | James Toseland    | Ducati Xerox                | Ducati 999F05      | 23   | +0:13.336 | 5º      | 16    |
| 4º   | 31  | Karl Muggeridge   | Winston Ten Kate Honda      | Honda CBR 1000RR   | 23   | +0:13.887 | 4º      | 13    |
| 5º   | 11  | Troy Corser       | Alstare Suzuki Corona Extra | Suzuki GSXR1000 K5 | 23   | +0:14.299 | 16º     | 11    |
| 6º   | 88  | Andrew Pitt       | Yamaha Motor Italia WSB     | Yamaha YZF R1      | 23   | +0:15.270 | 8º      | 10    |
| 7º   | 9   | Chris Walker      | PSG-1 Kawasaki Corse        | Kawasaki ZX10      | 23   | +0:16.136 | 9º      | 9     |
| 8º   | 76  | Max Neukirchner   | Klaffi Honda                | Honda CBR 1000RR   | 23   | +0:16.616 | 6º      | 8     |
| 9º   | 57  | Lorenzo Lanzi     | Ducati SC Caracchi          | Ducati 999F05      | 23   | +0:18.201 | 2º      | 7     |
| 10º  | 3   | Norifumi Abe      | Yamaha Motor France-Ipone   | Yamaha YZF R1      | 23   | +0:31.100 | 19º     | 6     |
| 11º  | 94  | David Checa       | Yamaha GMT 94               | Yamaha YZF R1      | 23   | +0:34.310 | 13º     | 5     |
| 12º  | 155 | Ben Bostrom       | Renegade Koji               | Honda CBR 1000RR   | 23   | +0:34.493 | 11º     | 4     |
| 13º  | 200 | Giovanni Bussei   | Kawasaki Bertocchi          | Kawasaki ZX10      | 23   | +0:38.601 | 12º     | 3     |
| 14º  | 10  | Fonsi Nieto       | PSG-1 Kawasaki Corse        | Kawasaki ZX10      | 23   | +0:38.914 | 21º     | 2     |
| 15º  | 32  | Sébastien Gimbert | Yamaha Motor France-Ipone   | Yamaha YZF R1      | 23   | +0:40.508 | 17º     | 1     |
| 16º  | 6   | Mauro Sanchini    | PSG-1 Kawasaki Corse        | Kawasaki ZX10      | 23   | +0:50.824 | 20º     |       |
| 17º  | 8   | Ivan Clementi     | Team Pedercini              | Ducati 999RS       | 23   | +0:56.953 | 22º     |       |
| 18º  | 62  | Vincent Philippe  | Suzuki Castrol              | Suzuki GSXR1000 K5 | 23   | +0:58.385 | 25º     |       |
| 19º  | 21  | Michel Nickmans   | Zone Rouge                  | Yamaha YZF R1      | 22   | +1 giro   | 27º     |       |

#### Ritirati
| Nº | Pilota              | Squadra                   | Motocicletta     | Giri | Griglia |
| -- | ------------------- | ------------------------- | ---------------- | ---- | ------- |
| 38 | Andy Notman         | Foggy Petronas Racing     | Petronas FP1     | 13   | 28º     |
| 7  | Pierfrancesco Chili | Klaffi Honda              | Honda CBR 1000RR | 10   | 15º     |
| 99 | Steve Martin        | Foggy Petronas Racing     | Petronas FP1     | 10   | 14º     |
| 40 | Julien Da Costa     | DFXtreme Sterilgarda      | Yamaha YZF R1    | 10   | 23º     |
| 60 | Laurent Brian       | Motorsport Courneuvien 93 | Kawasaki ZX10    | 9    | 30º     |
| 25 | Alessio Velini      | Team Pedercini            | Ducati 999RS     | 8    | 26º     |
| 20 | Marco Borciani      | DFXtreme Sterilgarda      | Ducati 999RS     | 8    | 24º     |
| 41 | Noriyuki Haga       | Yamaha Motor Italia WSB   | Yamaha YZF R1    | 2    | 3º      |
| 73 | Giuseppe Zannini    | Ducati SC Caracchi        | Ducati 999RS     | 1    | 29º     |
| 45 | Gianluca Vizziello  | Italia Lorenzini by Leoni | Yamaha YZF R1    | 1    | 18º     |

### Gara 2

#### Arrivati al traguardo[7]
| Pos. | Nº  | Pilota              | Squadra                     | Motocicletta       | Giri | Tempo     | Griglia | Punti |
| ---- | --- | ------------------- | --------------------------- | ------------------ | ---- | --------- | ------- | ----- |
| 1º   | 57  | Lorenzo Lanzi       | Ducati SC Caracchi          | Ducati 999F05      | 23   | 39:01.858 | 2º      | 25    |
| 2º   | 71  | Yukio Kagayama      | Alstare Suzuki Corona Extra | Suzuki GSXR1000 K5 | 23   | +0:06.662 | 7º      | 20    |
| 3º   | 41  | Noriyuki Haga       | Yamaha Motor Italia WSB     | Yamaha YZF R1      | 23   | +0:10.722 | 3º      | 16    |
| 4º   | 11  | Troy Corser         | Alstare Suzuki Corona Extra | Suzuki GSXR1000 K5 | 23   | +0:13.457 | 16º     | 13    |
| 5º   | 9   | Chris Walker        | PSG-1 Kawasaki Corse        | Kawasaki ZX10      | 23   | +0:16.651 | 9º      | 11    |
| 6º   | 1   | James Toseland      | Ducati Xerox                | Ducati 999F05      | 23   | +0:17.005 | 5º      | 10    |
| 7º   | 88  | Andrew Pitt         | Yamaha Motor Italia WSB     | Yamaha YZF R1      | 23   | +0:20.863 | 8º      | 9     |
| 8º   | 76  | Max Neukirchner     | Klaffi Honda                | Honda CBR 1000RR   | 23   | +0:22.280 | 6º      | 8     |
| 9º   | 3   | Norifumi Abe        | Yamaha Motor France-Ipone   | Yamaha YZF R1      | 23   | +0:22.713 | 19º     | 7     |
| 10º  | 7   | Pierfrancesco Chili | Klaffi Honda                | Honda CBR 1000RR   | 23   | +0:31.108 | 15º     | 6     |
| 11º  | 155 | Ben Bostrom         | Renegade Koji               | Honda CBR 1000RR   | 23   | +0:32.271 | 11º     | 5     |
| 12º  | 94  | David Checa         | Yamaha GMT 94               | Yamaha YZF R1      | 23   | +0:38.195 | 13º     | 4     |
| 13º  | 10  | Fonsi Nieto         | PSG-1 Kawasaki Corse        | Kawasaki ZX10      | 23   | +0:45.314 | 21º     | 3     |
| 14º  | 40  | Julien Da Costa     | DFXtreme Sterilgarda        | Yamaha YZF R1      | 23   | +0:46.922 | 23º     | 2     |
| 15º  | 45  | Gianluca Vizziello  | Italia Lorenzini by Leoni   | Yamaha YZF R1      | 23   | +0:50.604 | 18º     | 1     |
| 16º  | 62  | Vincent Philippe    | Suzuki Castrol              | Suzuki GSXR1000 K5 | 23   | +0:50.803 | 25º     |       |
| 17º  | 6   | Mauro Sanchini      | PSG-1 Kawasaki Corse        | Kawasaki ZX10      | 23   | +0:51.434 | 20º     |       |
| 18º  | 25  | Alessio Velini      | Team Pedercini              | Ducati 999RS       | 23   | +1:23.608 | 26º     |       |
| 19º  | 21  | Michel Nickmans     | Zone Rouge                  | Yamaha YZF R1      | 22   | +1 giro   | 27º     |       |
| 20º  | 60  | Laurent Brian       | Motorsport Courneuvien 93   | Kawasaki ZX10      | 22   | +1 giro   | 30º     |       |
| 21º  | 73  | Giuseppe Zannini    | Ducati SC Caracchi          | Ducati 999RS       | 22   | +1 giro   | 29º     |       |

#### Ritirati
| Nº | Pilota            | Squadra                   | Motocicletta     | Giri | Griglia |
| -- | ----------------- | ------------------------- | ---------------- | ---- | ------- |
| 77 | Chris Vermeulen   | Winston Ten Kate Honda    | Honda CBR 1000RR | 18   | 1º      |
| 32 | Sébastien Gimbert | Yamaha Motor France-Ipone | Yamaha YZF R1    | 12   | 17º     |
| 8  | Ivan Clementi     | Team Pedercini            | Ducati 999RS     | 6    | 22º     |
| 20 | Marco Borciani    | DFXtreme Sterilgarda      | Ducati 999RS     | 4    | 24º     |
| 38 | Andy Notman       | Foggy Petronas Racing     | Petronas FP1     | 4    | 28º     |

### Supersport

#### Arrivati al traguardo
| Pos. | Nº  | Pilota              | Squadra                     | Motocicletta    | Giri | Tempo     | Griglia | Punti |
| ---- | --- | ------------------- | --------------------------- | --------------- | ---- | --------- | ------- | ----- |
| 1º   | 23  | Broc Parkes         | Yamaha Motor Germany        | Yamaha YZF R6   | 23   | 40'12.350 | 4º      | 25    |
| 2º   | 11  | Kevin Curtain       | Yamaha Motor Germany        | Yamaha YZF R6   | 23   | +0.750    | 2º      | 20    |
| 3º   | 84  | Michel Fabrizio     | Italia Megabike             | Honda CBR 600RR | 23   | +1.215    | 1º      | 16    |
| 4º   | 99  | Fabien Foret        | Megabike                    | Honda CBR 600RR | 23   | +4.098    | 3º      | 13    |
| 5º   | 12  | Javier Forés        | Alstare Suzuki Corona Extra | Suzuki GSX 600R | 23   | +21.623   | 9º      | 11    |
| 6º   | 116 | Johan Stigefelt     | Stiggy Motorsports          | Honda CBR 600RR | 23   | +23.448   | 8º      | 10    |
| 7º   | 21  | Katsuaki Fujiwara   | Winston Ten Kate Honda      | Honda CBR 600RR | 23   | +30.108   | 5º      | 9     |
| 8º   | 8   | Stéphane Chambon    | Gil Motor Sport             | Honda CBR 600RR | 23   | +32.144   | 10º     | 8     |
| 9º   | 69  | Gianluca Nannelli   | Ducati SC Caracchi          | Ducati 749 R    | 23   | +32.408   | 6º      | 7     |
| 10º  | 42  | Matthieu Lagrive    | Moto 1 - Suzuki             | Suzuki GSX 600R | 23   | +44.378   | 12º     | 6     |
| 11º  | 81  | Arie Vos            | Winston Ten Kate Honda      | Honda CBR 600RR | 23   | +49.939   | 7º      | 5     |
| 12º  | 25  | Tatu Lauslehto      | Klaffi Honda                | Honda CBR 600RR | 23   | +50.269   | 14º     | 4     |
| 13º  | 33  | Ivan Goi            | Bike Service                | Yamaha YZF R6   | 23   | +1'01.701 | 22º     | 3     |
| 14º  | 19  | Jarno Janssen       | Suzuki Nederland            | Suzuki GSX 600R | 23   | +1'10.471 | 15º     | 2     |
| 15º  | 28  | Sami Penna          | Ajo Promotion               | Honda CBR 600RR | 23   | +1'11.325 | 21º     | 1     |
| 16º  | 34  | José Manuel Hurtado | Alapont Competition         | Honda CBR 600RR | 22   | +1 giro   | 28º     |       |
| 17º  | 61  | Thomas Metro        | Moto Vitesse Réunion        | Suzuki GSX 600R | 22   | +1 giro   | 24º     |       |
| 18º  | 74  | Ron Van Steenbergen | Suzuki Nederland            | Suzuki GSX 600R | 22   | +1 giro   | 25º     |       |
| 19º  | 100 | Topi Haarala        | Ajo Motorsport              | Honda CBR 600RR | 22   | +1 giro   | 23º     |       |

#### Ritirati
| Nº | Pilota             | Squadra                     | Motocicletta    | Giri | Griglia |
| -- | ------------------ | --------------------------- | --------------- | ---- | ------- |
| 68 | Suhathai Chaemsap  | Intermoto Czech Republic    | Honda CBR 600RR | 22   | 20º     |
| 13 | Alessio Corradi    | Ducati Selmat               | Ducati 749 R    | 19   | 18º     |
| 51 | Robert Gianfardoni | Lightspeed Kawasaki         | Kawasaki ZX 6RR | 15   | 29º     |
| 78 | Hudson Kennaugh    | Moto 1 - Suzuki             | Suzuki GSX 600R | 14   | 17º     |
| 88 | Julien Enjolras    | Tati Team Beaujolais Racing | Yamaha YZF R6   | 9    | 19º     |
| 73 | Grégory Lefort     | Tati Team Beaujolais Racing | Yamaha YZF R6   | 2    | 27º     |
| 55 | Niccolò Canepa     | Lightspeed Kawasaki         | Kawasaki ZX 6RR | 1    | 11º     |
| 65 | David Forner       | Alapont Competition         | Honda CBR 600RR | 1    | 26º     |
| 56 | Christian Zaiser   | Intermoto Czech Republic    | Honda CBR 600RR | 1    | 16º     |

### Superstock 1000

#### Arrivati al traguardo
| Pos. | Nº | Pilota                 | Squadra                     | Motocicletta       | Giri | Tempo     | Griglia | Punti |
| ---- | -- | ---------------------- | --------------------------- | ------------------ | ---- | --------- | ------- | ----- |
| 1º   | 69 | Didier Van Keymeulen   | Yamaha Motor Germany        | Yamaha YZF R1      | 14   | 24'36.343 | 2º      | 25    |
| 2º   | 54 | Kenan Sofuoğlu         | Yamaha Motor Germany        | Yamaha YZF R1      | 14   | +0.453    | 6º      | 20    |
| 3º   | 50 | Stefan Nebel           | Yamaha Motor Germany        | Yamaha YZF R1      | 14   | +0.877    | 1º      | 16    |
| 4º   | 57 | Ilario Dionisi         | Celani - Suzuki Italia      | Suzuki GSX 1000R   | 14   | +2.171    | 7º      | 13    |
| 5º   | 53 | Alessandro Polita      | Celani - Suzuki Italia      | Suzuki GSX 1000R   | 14   | +4.182    | 12º     | 11    |
| 6º   | 9  | Luca Scassa            | Ormeni Racing               | Yamaha YZF R1      | 14   | +5.328    | 4º      | 10    |
| 7º   | 55 | Massimo Roccoli        | Italia Lorenzini by Leoni   | Yamaha YZF R1      | 14   | +5.757    | 3º      | 9     |
| 8º   | 16 | Enrique Rocamora       | HP Racing                   | Suzuki GSX 1000R   | 14   | +6.121    | 13º     | 8     |
| 9º   | 37 | William De Angelis     | Team Trasimeno              | Yamaha YZF R1      | 14   | +6.713    | 8º      | 7     |
| 10º  | 5  | Riccardo Chiarello     | Alstare Suzuki Corona Extra | Suzuki GSXR1000 K5 | 14   | +11.060   | 16º     | 6     |
| 11º  | 89 | John Laverty           | Beowulf Motorsport.com      | Suzuki GSX 1000R   | 14   | +11.222   | 9º      | 5     |
| 12º  | 71 | Petter Solli           | SolliRacing                 | Yamaha YZF R1      | 14   | +19.128   | 23º     | 4     |
| 13º  | 32 | Alex Martinez          | PMS Corse                   | Yamaha YZF R1      | 14   | +20.631   | 10º     | 3     |
| 14º  | 47 | Richard Cooper         | MS Akuna Racing             | Honda CBR 1000RR   | 14   | +20.934   | 15º     | 2     |
| 15º  | 11 | Denis Sacchetti        | PSG-1 Corse                 | Kawasaki ZX10      | 14   | +26.391   | 22º     | 1     |
| 16º  | 28 | Sepp Vermonden         | Racing Dirk Van Mol         | Suzuki GSX 1000R   | 14   | +28.212   | 20º     |       |
| 17º  | 90 | Freddy Foray           | Foray Racing                | Yamaha YZF R1      | 14   | +29.918   | 18º     |       |
| 18º  | 24 | Marko Jerman           | MD Team Jerman              | Suzuki GSX 1000R   | 14   | +40.219   | 24º     |       |
| 19º  | 14 | Pierrot Lerat-Vanstaen | Association Plein Gaz       | Suzuki GSX 1000R   | 14   | +50.485   | 21º     |       |
| 20º  | 72 | Cedric Tangre          | Yohann Moto Sport           | Suzuki GSX 1000R   | 14   | +52.729   | 19º     |       |
| 21º  | 67 | Allard Kerkhoven       | Racing Dirk Van Mol         | Suzuki GSX 1000R   | 14   | +55.931   | 25º     |       |
| 22º  | 84 | Mattia Angeloni        | Gimotorsport UnionBikeDucci | MV Agusta          | 14   | +56.379   | 28º     |       |
| 23º  | 25 | Olivier Depoorter      | Autophone Racing            | Yamaha YZF R1      | 14   | +59.344   | 31º     |       |
| 24º  | 51 | Jan Roar Ims           | IMS Racing                  | Yamaha YZF R1      | 14   | +59.555   | 30º     |       |
| 25º  | 12 | Denny Lannoo           | Zone Rouge                  | Yamaha YZF R1      | 14   | +1'02.632 | 26º     |       |
| 26º  | 74 | Bartłomiej Wiczyński   | Suzuki Grandis Duo Racing   | Suzuki GSX 1000R   | 14   | +1'07.719 | 27º     |       |
| 27º  | 73 | Martin Choy            | Prista Oil Racing           | Suzuki GSX 1000R   | 14   | +1'13.151 | 29º     |       |

#### Ritirati
| Nº | Pilota          | Squadra                   | Motocicletta     | Giri | Griglia |
| -- | --------------- | ------------------------- | ---------------- | ---- | ------- |
| 41 | Craig Coxhell   | EMS Racing                | Suzuki GSX 1000R | 1    | 5º      |
| 86 | Ayrton Badovini | EVR Corse Biassono Racing | MV Agusta        | 1    | 11º     |
| 40 | Hervé Gantner   | Badan Yamaha              | Yamaha YZF R1    | 1    | 14º     |
| 91 | Laurry Fremy    | Bikers Days Acropolis     | Suzuki GSX 1000R | 1    | 17º     |

### Superstock 600

#### Arrivati al traguardo
| Pos. | Nº | Pilota                 | Squadra                     | Motocicletta    | Giri | Tempo     | Griglia | Punti |
| ---- | -- | ---------------------- | --------------------------- | --------------- | ---- | --------- | ------- | ----- |
| 1º   | 32 | Yoann Tiberio          | Junior Team Megabike        | Honda CBR 600RR | 11   | 19'54.688 | 2º      | 25    |
| 2º   | 59 | Niccolò Canepa         | Kawasaki Bertocchi          | Kawasaki ZX 6RR | 11   | +2.834    | 1º      | 20    |
| 3º   | 21 | Maxime Berger          | MBE                         | Honda CBR 600RR | 11   | +3.582    | 3º      | 16    |
| 4º   | 19 | Xavier Siméon          | Alstare Suzuki Corona Extra | Suzuki GSX 600R | 11   | +20.744   | 4º      | 13    |
| 5º   | 88 | Andrea Antonelli       | Lightspeed Kawasaki         | Kawasaki ZX 6RR | 11   | +25.285   | 11º     | 11    |
| 6º   | 82 | Franck Millet          | UP Racing                   | Honda CBR 600RR | 11   | +26.258   | 6º      | 10    |
| 7º   | 71 | Claudio Corti          | Trasimeno                   | Yamaha YZF R6   | 11   | +31.500   | 5º      | 9     |
| 8º   | 79 | Domenico Colucci       | M.C. Matera Corse           | Suzuki GSX 600R | 11   | +32.499   | 12º     | 8     |
| 9º   | 37 | Henri Taipale          | Ajo Promotion               | Honda CBR 600RR | 11   | +32.709   | 9º      | 7     |
| 10º  | 64 | Daniel Rivas Fernandez | Moto Sport Racing           | Honda CBR 600RR | 11   | +44.430   | 15º     | 6     |
| 11º  | 26 | Tom van Looy           | Herman Verboven Racing      | Suzuki GSX 600R | 11   | +46.203   | 24º     | 5     |
| 12º  | 73 | Andrzej Chmielewski    | DFXtreme Majestic           | Yamaha YZF R6   | 11   | +46.345   | 7º      | 4     |
| 13º  | 99 | Jorge Villar Machado   | Alapont Competition         | Honda CBR 600RR | 11   | +47.187   | 10º     | 3     |
| 14º  | 39 | Nicky Wimbauer         | Moto 1                      | Suzuki GSX 600R | 11   | +48.057   | 20º     | 2     |
| 15º  | 12 | Roy Ten Napel          | Ten Kate Kobutex Honda      | Honda CBR 600RR | 11   | +49.018   | 18º     | 1     |
| 16º  | 69 | Ondřej Ježek           | Team Erinac                 | Kawasaki ZX 6RR | 11   | +54.162   | 13º     |       |
| 17º  | 85 | Lionel Braun           | Lionel Braun Racing         | Yamaha YZF R6   | 11   | +59.176   | 28º     |       |
| 18º  | 47 | Leon Bovee             | Team Bovee                  | Honda CBR 600RR | 11   | +1'09.530 | 25º     |       |
| 19º  | 92 | Chris Northover        | Riot Racing                 | Yamaha YZF R6   | 11   | +1'10.497 | 27º     |       |
| 20º  | 16 | Agustín Pérez Muñoz    | Alapont Competition         | Honda CBR 600RR | 11   | +1'10.938 | 16º     |       |
| 21º  | 83 | Franck Pavoine         | Moto 91                     | Honda CBR 600RR | 11   | +1'16.278 | 31º     |       |
| 22º  | 51 | Alessia Polita         | Celani Team - Suzuki Italia | Suzuki GSX 600R | 11   | +1'17.227 | 32º     |       |
| 23º  | 41 | Davide Caldart         | WLB Racing                  | Yamaha YZF R6   | 11   | +1'17.815 | 29º     |       |
| 24º  | 81 | Gabriel Berclaz        | Berclaz Racing              | Suzuki GSX 600R | 11   | +1'17.981 | 30º     |       |
| 25º  | 31 | Patrick McDougall      | Beowulf Motorsport.com      | Suzuki GSX 600R | 11   | +1'35.562 | 23º     |       |
| 26º  | 14 | Nicolas Pirot          | Zone Rouge                  | Yamaha YZF R6   | 11   | +1'49.991 | 34º     |       |

#### Ritirati
| Nº | Pilota            | Squadra                     | Motocicletta    | Giri | Griglia |
| -- | ----------------- | --------------------------- | --------------- | ---- | ------- |
| 33 | Marek Szkopek     | Grandys Junior Racing       | Suzuki GSX 600R | 10   | 21º     |
| 11 | Ronald ter Braake | Ten Kate Kobutex Honda      | Honda CBR 600RR | 10   | 19º     |
| 55 | Loic Napoleone    | Lightspeed Kawasaki         | Kawasaki ZX 6RR | 10   | 8º      |
| 24 | Daniele Beretta   | DBG Racing                  | Kawasaki ZX 6RR | 8    | 14º     |
| 22 | Danny De Boer     | Remar racing Ten Kate Honda | Honda CBR 600RR | 8    | 17º     |
| 27 | Barry Burrell     | MS Akuna Racing             | Honda CBR 600RR | 0    | 22º     |